# Cromat de potasiu
Cromatul de potasiu este un compus anorganic cu formula chimică K2CrO4. Este un compus solid, galben, fiind folosit la nivel de laborator.

## Obținere
Cromatul de potasiu este obținut în urma reacției dintre dicromat de potasiu și hidroxid de potasiu:
{\displaystyle {\ce {K2Cr2O7(aq) + 2KOH -> 2K2CrO4 + H2O}}}
O altă metodă este reacția dintre hidroxidul de potasiu și oxidul de crom (III):
{\displaystyle {\ce {2KOH + Cr2O3 -> 2K2CrO4 + H2O}}}

## Structură
Sunt cunoscute două forme cristaline, ambele similare cu cele ale sulfatului de potasiu. Forma ortorombică β-K2CrO4 este cea mai comună, dar trece în forma α la temperaturi mai mari de 66 °C. Structurile sunt complexe, chiar dacă anionul sulfat adoptă o geometrie tetraedrică.

Structura β-K2CrO4
Sfera de coordonare pentru unul dintre situsurile K+
Structura din jurul centrului tetraedric CrO42− din β-K2CrO4